# Thylacoleo carnifex
Thylacoleo carnifex (ibland kallad punglejon) är ett utdött pungdjur som tillhörde ordningen Diprotodontia. Arten var den största i familjen punglejon (Thylacoleonidae) som enligt upphittade fossil uppkom under oligocen. Thylacoleo carnifex utvecklades för 1,6 miljoner år sedan. De sista exemplaren levde under pleistocen för cirka 50 000 år sedan.

## Beskrivning

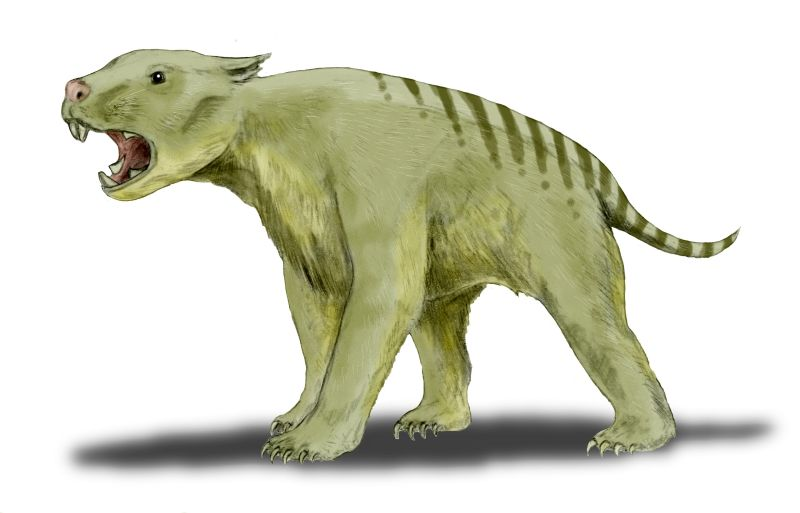
Rekonstruktion

Djuret hade en längd av ungefär 1,5 meter och en vikt upp till 110 kilogram. På grund av storleken av enskilda upphittade skallar antas att vikten ibland gick upp till över 150 kilogram. Arten var kraftig byggd med en bra utvecklad muskulatur och därför var den tyngre än andra arter med liknande längd. Med sina robusta extremiteter och kraftfulla klor hade den möjlighet att fälla stora byten. Dessutom hade Thylacoleo carnifex mycket långa framtänder. Ännu mer kännetecknande är storleken av djurets hörntänder som visar att djuret var köttätare. Inget annat rovlevande djur, nu levande eller utdöd, hade kraftfullare hörntänder. Tändernas avtryck på ben av djuren Diprotodon och procoptodon visar att Thylacoleo carnifex jagade byten som var lika stor som en noshörning. I motsats till dagens rovdjur och rovpungdjur var artens Musculus temporalis mindre bra utvecklad, den hade däremot en mycket kraftig Musculus masseter. Australiens första människor levde en tid samtidig med Thylacoleo carnifex. Det finns till och med hällristningar av aboriginer som efter skapandet fick spår av djurets klor.

## Upptäcktshistoria
Det var länge omstridd vad djuret hade som föda. Medan alla andra arter i samma ordning var växtätare eller allätare visade djurets tänder att den var köttätare. Paleontologen Richard Owen, som 1859 beskrev arten för första gången, kallade djuret för "ett av de vildaste rovdjuren överhuvudtaget". Andra forskare hävdade att arten livnärde sig av as eller till och med växter på grund av släktskapet. Nyare undersökningar av kraniet och käken fastslog att Thylacoleo carnifex var en köttätare.